# Xã Lehigh, Quận Marion, Kansas
Xã Lehigh (tiếng Anh: Lehigh Township) là một xã thuộc quận Marion, tiểu bang Kansas, Hoa Kỳ. Năm 2010, dân số của xã này là 329 người.